# Uliszki
Uliszki (do 1945 niem. Steinkrausfeld) – osada wsi Dobrzyca w Polsce, położona w województwie zachodniopomorskim, w powiecie koszalińskim, w gminie Będzino.
W latach 1975–1998 osada położona była w województwie koszalińskim.